# Brodawniki
Brodawniki, brodawnikowate (Philepittidae) – rodzina ptaków z rzędu wróblowych (Passeriformes).

## Występowanie
Występują wyłącznie na Madagaskarze.

## Ekologia
Żyją w gęstym podszyciu leśnym, gdzie prowadzą samotniczy tryb życia. Ptaki należące do tej rodziny charakteryzują się krępą budową ciała, krótkim ogonem i dość długimi nogami. Gołoliczki mają długi, cienki, zakrzywiony do dołu dziób.

## Podział systematyczny
Dawniej część autorów zaliczała brodawniki do szerokodziobów (Eurylaimidae) w randze podrodziny Philepittinae. Do rodziny należą następujące rodzaje:
- Philepitta I. Geoffroy Saint-Hilaire, 1838
- Neodrepanis Sharpe, 1875